# Daniel Matsau
Daniel Matsau (18 gennaio 1977) è un ex calciatore sudafricano, di ruolo attaccante.

## Carriera

### Club
Ha sempre giocato nel campionato sudafricano.

### Nazionale
È stato convocato per le olimpiadi nel 2000.